# راجفت (حديبو)

تعديل مصدري - تعديل

راجفت إحدى قرى مديرية حديبو التابعة لمحافظة سقطرى، بلغ تعداد سكانها 21 نسمة حسب تعداد اليمن لعام 2004.